# グルメな冒険 お願い!リストランテ
『グルメな冒険 お願い!lリストランテ』（グルメなぼうけん おねがい リストランテ）
は、1997年10月16日から1998年9月24日までテレビ朝日系列局で放送されていたテレビ朝日製作のバラエティ番組である。
放送時間は毎週木曜 19:00 - 20:00 （日本標準時）。
料理を題材にしたバラエティ番組で、「食」と「人」との関係に着目し、それを明らかにしていた。番組は1年で同タイトルでの放送を終了し、『PAKU2グルメんぼ』へとリニューアルした。

## 出演者
- オーナーシェフ：松方弘樹
- ギャリソン：中山秀征
- フードコーディネーター：浅野ゆう子
- パティシエ：雛形あきこ
- シェフ ： 矢崎滋
- ウエートレス : さとう珠緒
- ほか

## エンディングテーマ曲
- Home Town / SING LIKE TALKING

## スタッフ
- 統括総指揮：北村英一(テレビ朝日)
- プロデューサー：岡田亮（テレビ朝日）、牛丸謙壱（IVSテレビ制作）、太田伸（テレビ朝日）
- プロデューサー・演出：武居康仁（テレビ朝日）、中村雪浩（テレビ朝日）
- チーフディレクター：駒木純一（IVSテレビ制作）、松崎俊顕（IVSテレビ制作）
- ディレクター：福浦与一（IVSテレビ制作）、佐藤基（IVSテレビ制作）
- 制作：長尾忠彦（IVSテレビ制作）
- 制作協力：IVSテレビ制作
- 制作著作：テレビ朝日

| テレビ朝日系列 木曜19:00枠                                             | テレビ朝日系列 木曜19:00枠                                          | テレビ朝日系列 木曜19:00枠                         |
| 前番組                                                                 | 番組名                                                              | 次番組                                             |
| ---------------------------------------------------------------------- | ------------------------------------------------------------------- | -------------------------------------------------- |
| 超次元タイムボンバー （1996年10月17日 - 1997年9月11日） ※19:00 - 20:00 | グルメな冒険 お願い!リストランテ （1997年10月16日 - 1998年9月24日） | PAKU2グルメんぼ （1998年10月15日 - 1999年3月11日） |